# Brody (Żary)
Pour les articles homonymes, voir Brody.
Brody (prononciation : [ˈbrɔdɨ] ; en allemand : Pförten) est un village polonais de la gmina de Brody dans le powiat de Żary de la voïvodie de Lubusz dans l'ouest de la Pologne.
Le village est le siège administratif (chef-lieu) de la gmina appelée gmina de Brody.

## Géographie
Brody se trouve dans la partie polonaise de la région historique de Basse-Lusace, sur une ancienne route commerciale qui reliait la ville de Cottbus via Lubsko à Zielona Góra en Silésie. Il se situe à environ 31 kilomètres au nord-ouest de Żary (siège de le powiat) et 53 kilomètres à l'ouest de Zielona Góra (siège de la diétine régionale).
Le village comptait approximativement une population de 1107 habitants en 2012.

## Histoire
Le lieu fut mentionné pour la première fois sous son nom allemand Pförten dans un acte de l'an 1398. Il est appelé oppidum en 1454, lorsqu'il fut concédé en fief par le roi Ladislas Ier de Bohême à la noble famille de Bieberstein, également seigneurs de Forst. Aux temps médiévaux, la région était en majorité habitée par des Sorabes.

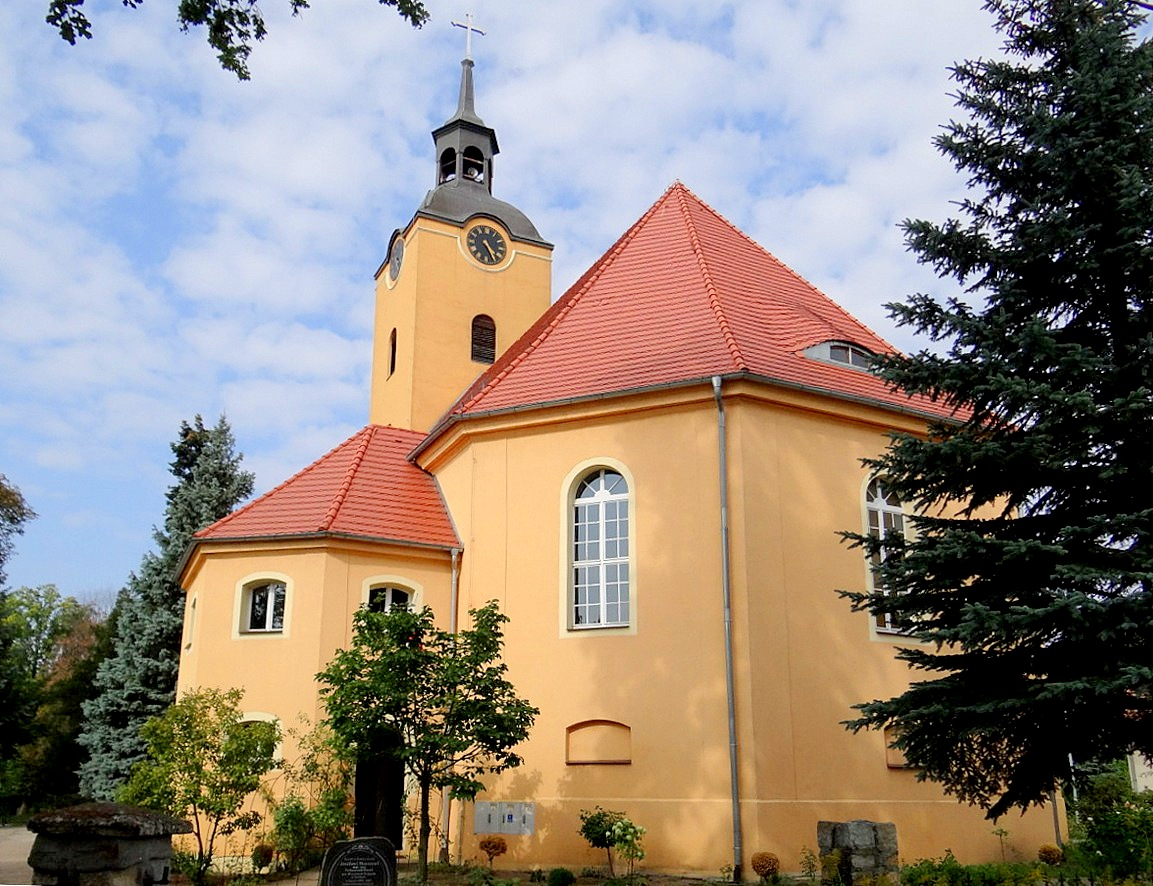
Église de Tous les Saints.

Auparavant un fief de la couronne de Bohême, les Lusaces sont passées à l'électorat de Saxe au milieu de la guerre de Trente Ans, au titre du traité de Prague conclu en 1635. La seigneurie de Pförten a été achetée par le comte Heinrich von Brühl, premier ministre d'Auguste III, électeur de Saxe et roi de Pologne, en 1740. Lorsqu'il fait du château l'une de ses résidences, il fit aménager le bâtiment dans le style baroque, prête à recevoir l'électeur et de nombreux hôtes. Cependant, l'âge d'or a été brusquement terminé avec le déclenchement de la guerre de Sept Ans en 1756. Deux ans plus tard, les hussards du roi Frédéric II de Prusse ont brûlé le château. Après la guerre, les biens des sont confisqués par l'électeur Frédéric IV de Saxe puis restitués par le régent Xavier aux descendants de Brühl. 
À la suite des guerres napoléoniennes et du congrès de Vienne en 1815, la Basse-Lusace est incorporée dans la province de Brandebourg au sein du royaume de Prusse. À partir de là, Pförten faisait partie de l'arrondissement de Sorau (Żary) du district de Francfort. Après la Seconde Guerre mondiale, avec les conséquences de la conférence de Potsdam et la mise en œuvre de la ligne Oder-Neisse, le village est intégré à la république de Pologne. La population d'origine allemande est expulsée et remplacée par des Polonais.
De 1975 à 1998, le village est attaché administrativement à la voïvodie de Zielona Góra.

Depuis 1999, il fait partie de la voïvodie de Lubusz.